# مسجد التل العالي
جامع التل العالي طرابلس

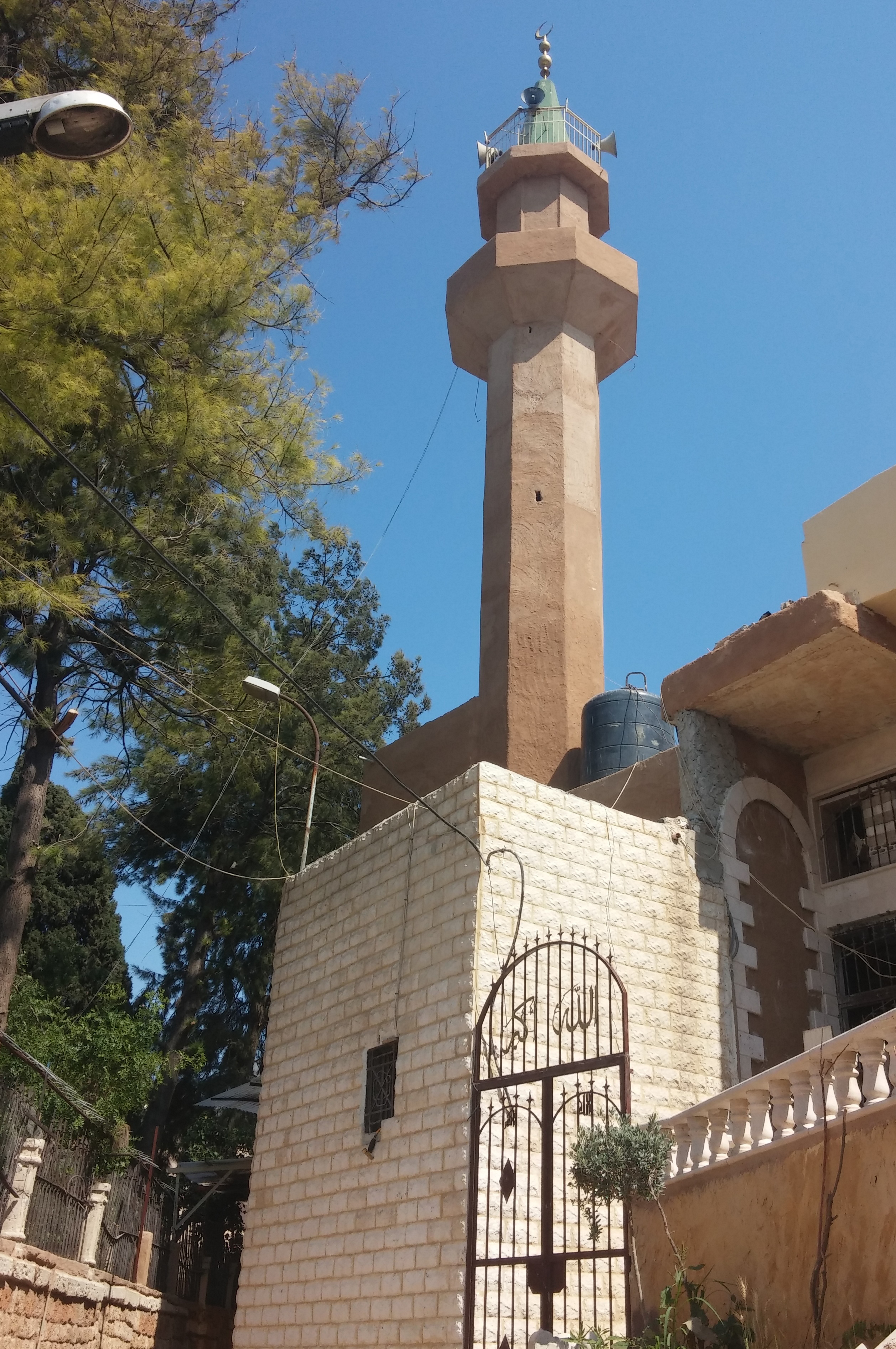
ماذنة مصجد التل العالي

يقع بالقرب من مقهى التلّ العليا وقد اسسه مصطفى لطفي كرامي، تقديريا" العام 1300 هـ/1882 م، أي من العصر العثماني. 
كان في الأساس فسحة مكشوفة، بها محراب خشبي صغير، أقيم منبر لصلاة العيدين 1164 هـ/1751 م، ثم حوّل إلى جامع مسقوف بالخشب مع مصلّى صيفي، ومئذنة صغيرة، وقد جدّد قبل نحو ربع قرن.
واليوم تشرف عليه دائرة الأوقاف الإسلامية بطرابلس